# Gilberto Carlos Nascimento
Gilberto Carlos Nascimento, mais conhecido como Betinho (São Paulo, 14 de junho de 1966), é um treinador e ex-futebolista brasileiro, que atuava como meio-campista. Atualmente, comanda o Luverdense.

## Carreira
Reprovado após testes no Corinthians, chamou a atenção das diretorias de Juventus e Guarani, mas o Moleque Travesso levou a melhor e contratou o jovem atacante, em 1985. bastante habilidoso, ele acabou sendo deslocado ao meio-campo. Isso acabaria despertando o interesse dos quatro times grandes de São Paulo (Corinthians, Palmeiras, São Paulo e Santos), que brigaram para contratá-lo. Mas tais propostas foram apenas para empréstimo e José Ferreira Pinto, então presidente do Juventus, disse que só liberaria Betinho se alguma equipe o contratasse em definitivo. Após tanto relutar em liberar o atacante, o mandatário resolveu ceder e emprestou Betinho ao Cruzeiro, onde ficou por um ano.
Regressou ao Juventus em 1990, mas uma proposta irrecusável do Palmeiras fez Betinho dar seu primeiro adeus ao time. Betinho formou um trio de ataque com o veterano Mirandinha e Paulinho Carioca, chegando inclusive a atuar como quarto homem de meio-campo. Marcou os dois gols da vitória palestrina sobre o VfB Stuttgart, que somada a vitória anterior também por 2 a 0 sobre o Hamburger SV, rendeu o título da Copa Euro-América de 1991, a qual foi campeão e o artilheiro (em razão daqueles dois gols). No ano de 1992, voltou ao Cruzeiro, onde conquistou a Supercopa Sul-Americana e o Campeonato Mineiro daquele ano. Regressou ao Palmeiras pouco tempo depois, mas ele acabou deixando o Verdão.
Quando chegou ao Japão, em 1993, o futebol profissional na Terra do Sol Nascente ainda engatinhava. A primeira equipe que defendeu em terras nipônicas foi o Bellmare Hiratuska (hoje, Shonan Bellmare), onde atuou de 1993 a 1996, tornando-se ídolo dos torcedores. Marcou 67 gols em 132 partidas. continuando sua carreira no futebol japonês, Betinho assinou com o Kawasaki Frontale, onde atuou por uma temporada antes de voltar ao Brasil, mais precisamente para o Internacional.
Depois de se destacar no Japão, Betinho foi repatriado pelo Internacional, em 1998. Assinou um contrato de um ano com o clube gaúcho, mas ele acabou não sendo renovado para atuar no segundo semestre de 1999. Pouco tempo depois, foi contratado pelo Guarani. A partir de 2000, Betinho atuou por clubes de pequeno e médio porte: passou por São José (2000, primeiro semestre), Gama (segundo semestre do mesmo ano), Santo André (2001), Ipatinga (2002) e Francana (2003).
Em 2004, Betinho retornou ao Juventus 14 anos depois de sua despedida. Aos 37 anos de idade, o atacante liderava o jovem time do Moleque Travesso na luta contra o rebaixamento, e a agremiação da Mooca estava prestes a fazer jus à alcunha, após quase ter rebaixado o Corinthians à Série A-2 (a Segunda Divisão paulista). No entanto, a expulsão do zagueiro Itabuna fez a diferença no final, pois o Timão virou para 3 a 2 (o Juventus estava ganhando por 2 a 0), e com a ajuda do São Paulo, se salvou do rebaixamento (o Tricolor bateu o Moleque por 2 a 0, gols de Grafite). Segundo Betinho, "até a torcida do São Paulo queria matar Grafite".

## Como treinador
Depois da aposentadoria, Betinho foi convidado por Sérgio Soares para ser seu auxiliar-técnico no Santo André. Pouco tempo depois, atuou como treinador do Juventus-SP, Marília e Guaratinguetá. desde 2014 atua como treinador do Confiança, tendo este período interrompido por uma rápida passagem de menos de um mês pelo comando da equipe do ASA e posterior retorno a equipe do Confiança..
Após ser demitido da equipe do Confiança em maio de 2016 devidos aos maus resultados obtidos, Betinho ficou alguns meses sem equipe até que em agosto aceitou assumir o comando da equipe do Fluminense de Feira. Após passagens pelo Sergipe e Itabaiana, o mesmo assinou contrato para comandar a equipe do Nacional em julho de 2017.

## Títulos

### Como jogador
Palmeiras
- Copa Euro-América: 1991

Cruzeiro
- Supercopa Libertadores: 1992
- Campeonato Mineiro: 1992

Shonan Belmare
- Copa do Imperador: 1994
- Recopa da AFC: 1995

#### Artilharia
- Copa Euro-América - 1991: 2 gols

### Como treinador
Confiança
Campeonato Sergipano de Futebol de 2014 

Campeonato Sergipano de Futebol de 2015
Frei Paulistano
Campeonato Sergipano 2019